# Leptogaster hirtipes
Leptogaster hirtipes är en tvåvingeart som beskrevs av Daniel William Coquillett 1904. Leptogaster hirtipes ingår i släktet Leptogaster och familjen rovflugor. Inga underarter finns listade i Catalogue of Life.